# Père-Lachaise temető

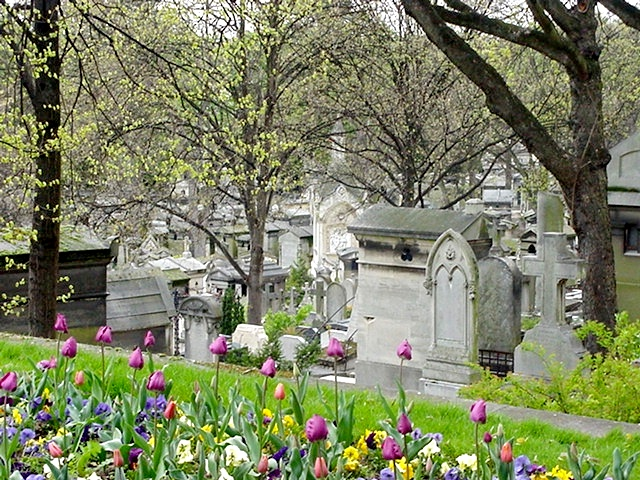
A Père-Lachaise temető

A Père-Lachaise temető (franciául: cimetière du Père-Lachaise; a. m. La Chaise atya temetője hivatalos nevén: cimetière de l'Est, „keleti temető”) Párizs legnagyobb temetője (48 ha), bár az elővárosokban vannak nagyobbak is. Franciaország és a világ egyik leghíresebb temetője. Párizs XX. kerületében található. Sokak szerint ez a világ leglátogatottabb temetője; évente több százezer fővel. Öt nagy háborús emlékmű is itt kapott helyet.
A Père-Lachaise a Boulevard de Ménilmontant-on található. A Philippe Auguste metrómegálló (a 2-es vonalon) közelében van a főbejárat, míg a Père Lachaise megálló (2-es vagy 3-as) 500 méterre van az oldalbejárattól.

## Története
A XIV. Lajos király gyóntatópapja, Père François de la Chaise (1624–1709) emlékére épített kápolna melletti temetőt 1804-ben, I. Napóleon francia császár idején hozták létre. 1830-ra már több mint 30 ezer embert temettek ide. Többszöri bővítés eredményeként érte el mai méretét, jelenleg több mint egymillió ember nyugvóhelye.

## AzAF 447-es Air France Rio de Janeiro–Párizs járatánakemlékműve
A 2009. június 1-jén lezuhant repülőgép magyar állampolgárságú utasai: 
- Szarvas Rita, konduktor, tanító (Pető Intézet), 31 éves
- Buslig-Szarvas András, iskolás, 7 éves
- Notheisz Arnold, iskolás, 11 éves
- Gallas József, menedzser, 45 éves
- Gergely Arnold, steward, 34 éves (szlovák állampolgárságú, magyar nemzetiségű).

Az emlékmű (ami a Rio de Janeiroban készült emlékmű pontos mása) talpazata tartalmazza a 228 személy nevét és az üveg sztélébe 228 fecskét gravíroztak, valamint „Az emléküket megőrizzük” szöveget az összes elhunyt anyanyelvén.

## A Père-Lachaise-ben nyugvó híres személyek
- Pierre Abélard – francia filozófus, teológus, költő
- Michel Adanson – francia természettudós, botanikus
- Marie d’Agoult – francia írónő, Liszt Ferenc élettársa
- Guillaume Apollinaire – francia költő, író, kritikus
- Karel Appel – holland festő, szobrász
- François Arago – francia fizikus, csillagász
- Miguel Ángel Asturias – guatemalai író
- Daniel Auber – francia zeneszerző
- Jean-Pierre Aumont – francia színész
- Honoré de Balzac – francia író
- Henri Barbusse – költő, író, publicista, kommunista
- Louis Barthou – francia történész
- Judah P. Benjamin - konföderációs miniszter
- Pierre-Augustin Caron de Beaumarchais – francia drámaíró
- Pierre-Jean de Béranger – francia író, költő
- Claude Bernard(wd) – francia fiziológus
- Sarah Bernhardt – francia színésznő
- Georges Bizet – francia zeneszerző
- Sophie Blanchard(wd) – francia léghajósnő
- Roger Blin – francia színész
- Claude Brosset – francia színész
- Joseph Caillaux – francia miniszterelnök
- Gustave Caillebotte – francia festő
- Maria Callas – görög-amerikai operaénekesnő
- Jean-Joseph Carriès – francia szobrász
- Jean-François Champollion – francia orientalista
- Jacques Charles – francia matematikus, fizikus
- Luigi Cherubini – olasz zeneszerző
- Frédéric Chopin – lengyel zeneszerző
- La Clairon – francia színésznő
- Nancy Cunard – angol költőnő
- Georges Cuvier – francia zoológus, geológus
- Édouard Daladier – szocialista politikus
- Alphonse Daudet – francia író
- Jacques-Louis David – Napóleon festője
- Louis Nicolas Davout – francia tábornok, marsall
- André Marie Constant Duméril – francia zoológus
- Cecile De Brunhoff – népi vezető
- Eugène Delacroix – francia festő
- Pierre Desproges – francia humorista
- Antonio Drove – rendező
- Paul Éluard – francia költő
- George Enescu – román zongorista
- Sébastien Érard – francia hangszerkészítő
- Félix Faure – francia köztársasági elnök
- Rachel Félix – francia színésznő
- Suzanne Flon – francia színésznő
- Thierry Fortineau – francia színész
- Frankel Leó – magyar származású francia politikus
- Joseph Fourier – francia matematikus
- Joseph Louis Gay-Lussac – francia fizikus, vegyész
- Théodore Géricault – francia festő
- Annie Girardot – francia színésznő
- Ivan Goll – német–francia költő
- Laurent de Gouvion-Saint-Cyr – politikus, Franciaország marsallja
- Zenobe Gramme – a dinamó francia feltalálója
- Emmanuel de Grouchy – tábornok, Franciaország marsallja
- Samuel Hahnemann – a homeopátia felfedezője
- René Just Haüy – francia mineralógus
- Jeanne Hébuterne – Amedeo Modigliani felesége
- Sadegh Hedayat – iráni író
- Héloïse – Pierre Abélard tanítványa és szerelme
- Ferdinand Hérold – francia zeneszerző
- Ticky Holgado színész
- Jean Auguste Dominique Ingres – francia festő, grafikus
- Claude Jade – francia színésznő
- Allan Kardec – spiritista
- François Christophe Kellermann – tábornok, Franciaország marsallja
- Jean de La Fontaine – francia író
- Joseph Jerôme Lefrançais de Lalande – francia csillagász
- Édouard Lalo – francia zenész
- Dominique-Jean Larrey – francia orvos, hadisebész
- Clarence John Laughlin – fényképész
- François Joseph Lefebvre – tábornok, Franciaország marsallja
- Étienne Jacques Joseph Macdonald – tábornok, Franciaország marsallja
- Marcel Marceau – francia pantomimművész
- André Masséna – tábornok, Franciaország marsallja
- Charles Messier – csillagász, a Messier-katalógus megalkotója
- Amedeo Modigliani – olasz szobrász, festő
- Henri Moissan – francia Nobel-díjas vegyész
- Molière – francia drámaíró, rendező, színész
- Hippolyte Mège Mouriès – francia vegyész, a margarin feltalálója
- Yves Montand – francia filmszínész, énekes
- Édouard Mortier – Franciaország marsallja
- Jim Morrison – amerikai zenész
- Alfred de Musset – francia költő, drámaíró
- Nadar – francia fotográfus, karikaturista
- Gérard de Nerval – francia költő, író
- Michel Ney – tábornok, Franciaország marsallja
- Charles Nodier – francia író, könyvtáros
- Victor Noir – francia újságíró
- Virginia Oldoini, Castiglione grófnője – kurtizán
- Andranik Ozanján – örmény tábornok, szabadsághős
- Catherine-Dominique de Pérignon – tábornok Franciaország marsallja
- Claude-Victor Perrin – tábornagy, Franciaország marsallja
- Michel Petrucciani – francia jazz-zongorista
- Édith Piaf – francia énekesnő
- Camille Pissarro – francia festő
- Ignaz Pleyel – osztrák származású zongoraművész, zongorakészítő
- Elvira Popescu – román színésznő
- Francis Poulenc – francia zeneszerző
- Marcel Proust – francia író
- Gioachino Rossini – olasz zeneszerző
- Henri Salvador – francia előadóművész
- Consuelo Suncín Sandoval Zeceña – Antoine de Saint-Exupéry felesége
- Claude Henri de Rouvroy de Saint-Simon – francia szociológus
- Eugène Scribe – francia drámaíró
- Georges-Pierre Seurat – francia festő
- Paul Signac – francia festő
- Simone Signoret – francia színésznő
- Albert Soboul – francia történész
- Louis Gabriel Suchet – tábornok, Franciaország marsallja
- Gertrude Stein – amerikai író, költő
- Gerda Taro – német fotográfus, Robert Capa társa
- Jehangir Ratanji Dadabhoy Tata – indiai üzletember
- Isaac Titsingh – holland sebész
- Alice B. Toklas – amerikai író
- Louis Verneuil – francia drámaíró
- Maria Walewska grófnő – Napóleon szeretője
- Eduard Wiiralt – észt művész
- Oscar Wilde – ír költő, író
- Richard Wright – amerikai író
- Józef Wysocki – lengyel katonatiszt
- Zách János Ferenc – magyar csillagász

## Képek

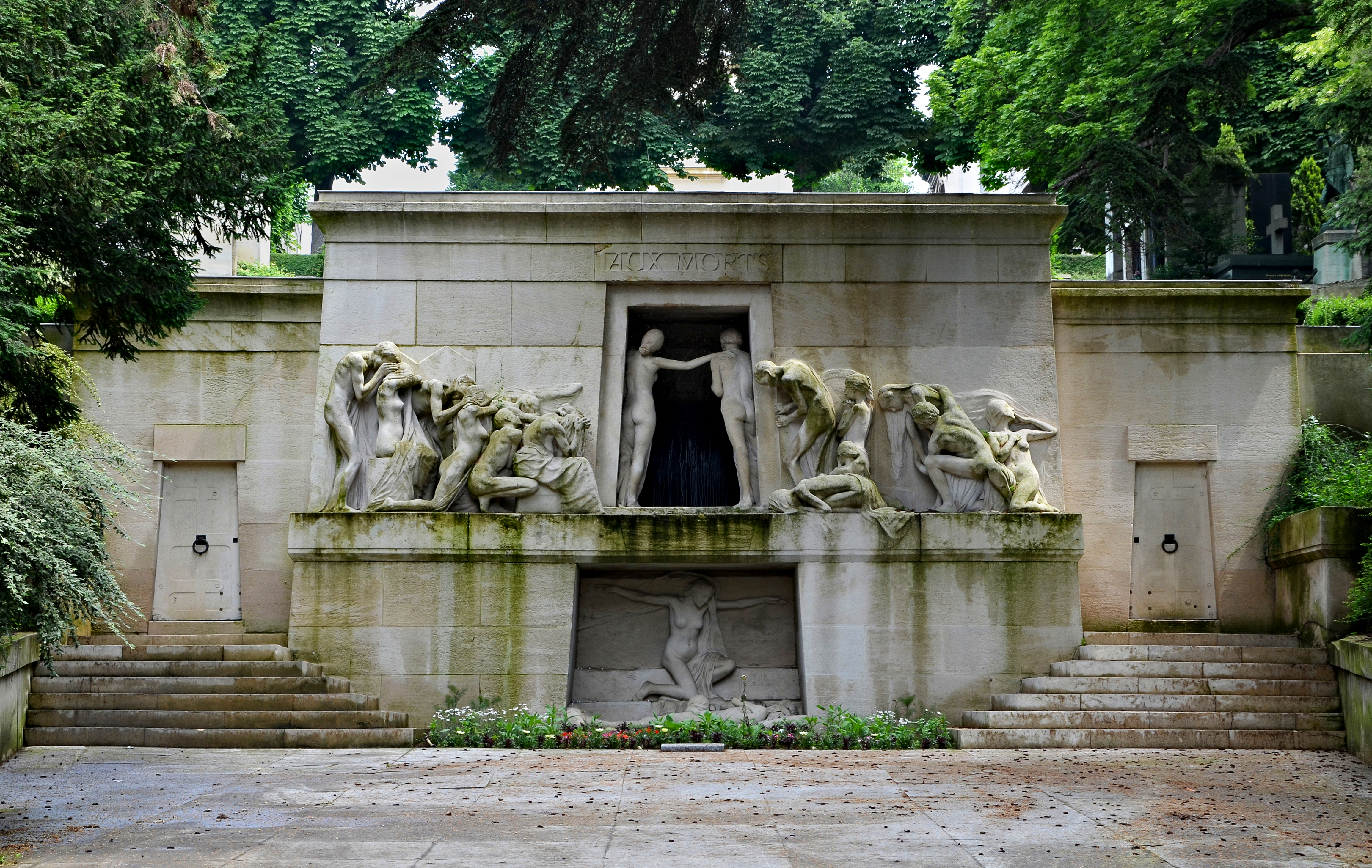
A Halottak emlékműve (Albert Bartholomé alkotása)
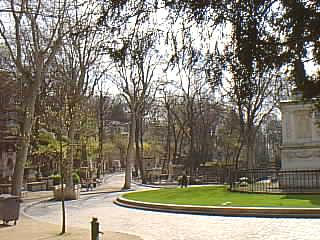
A Père Lachaise tavasszal
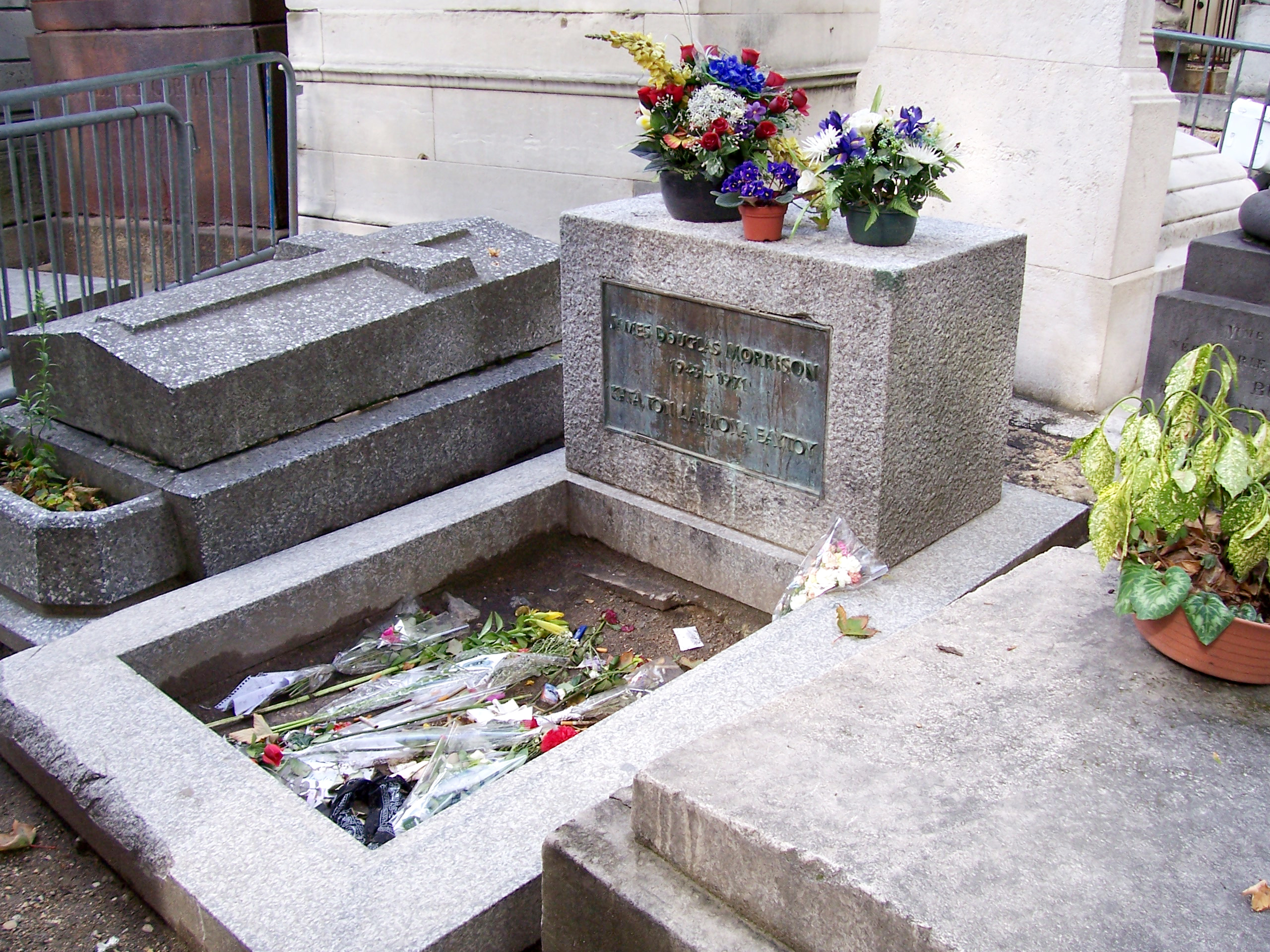
Jim Morrison sírja
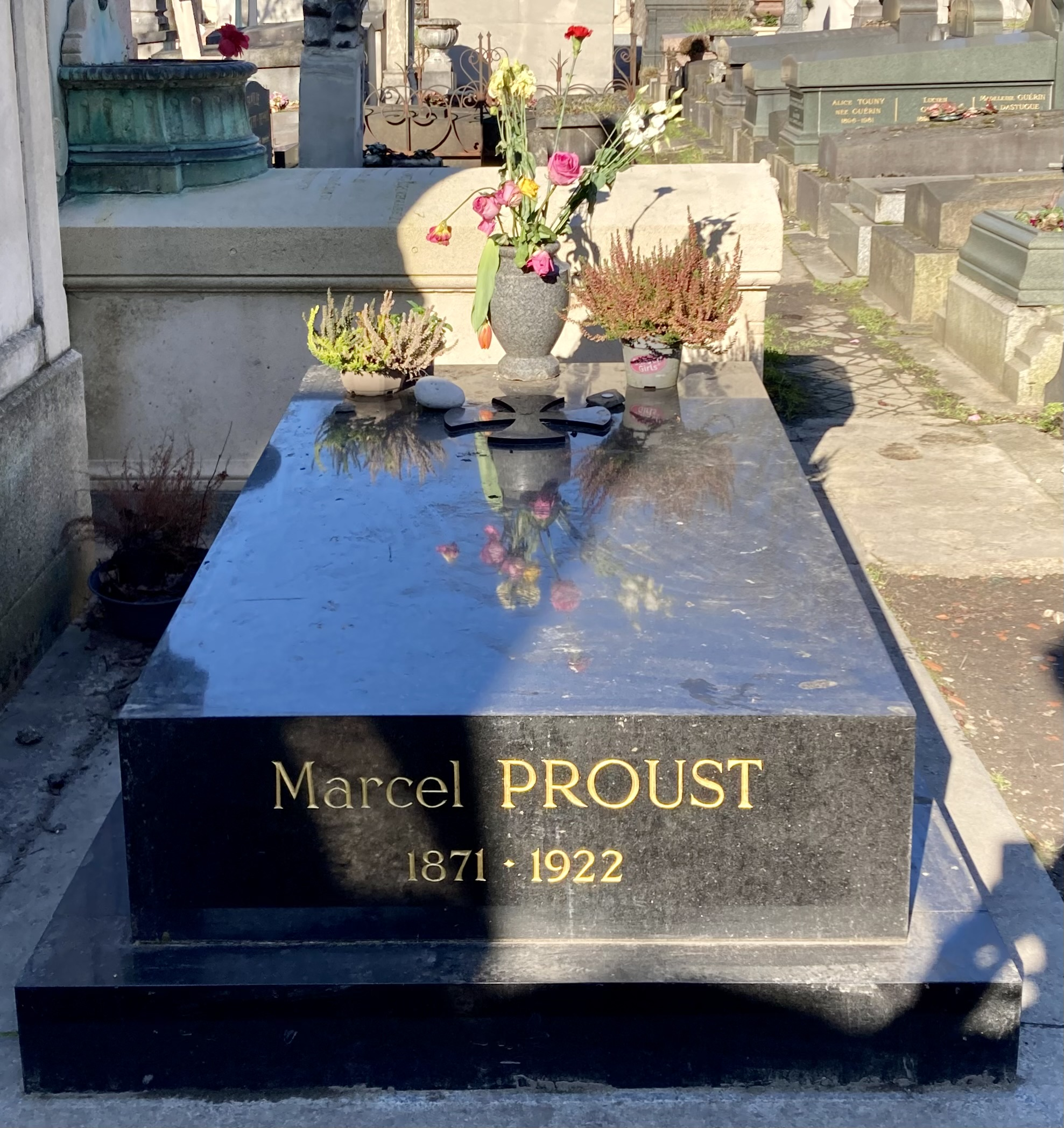
Marcel Proust sírja
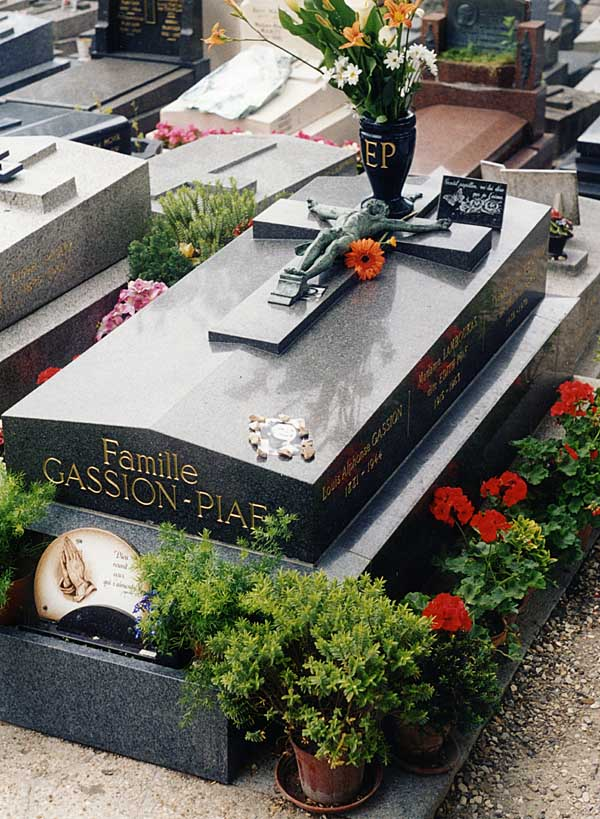
Édith Piaf sírja
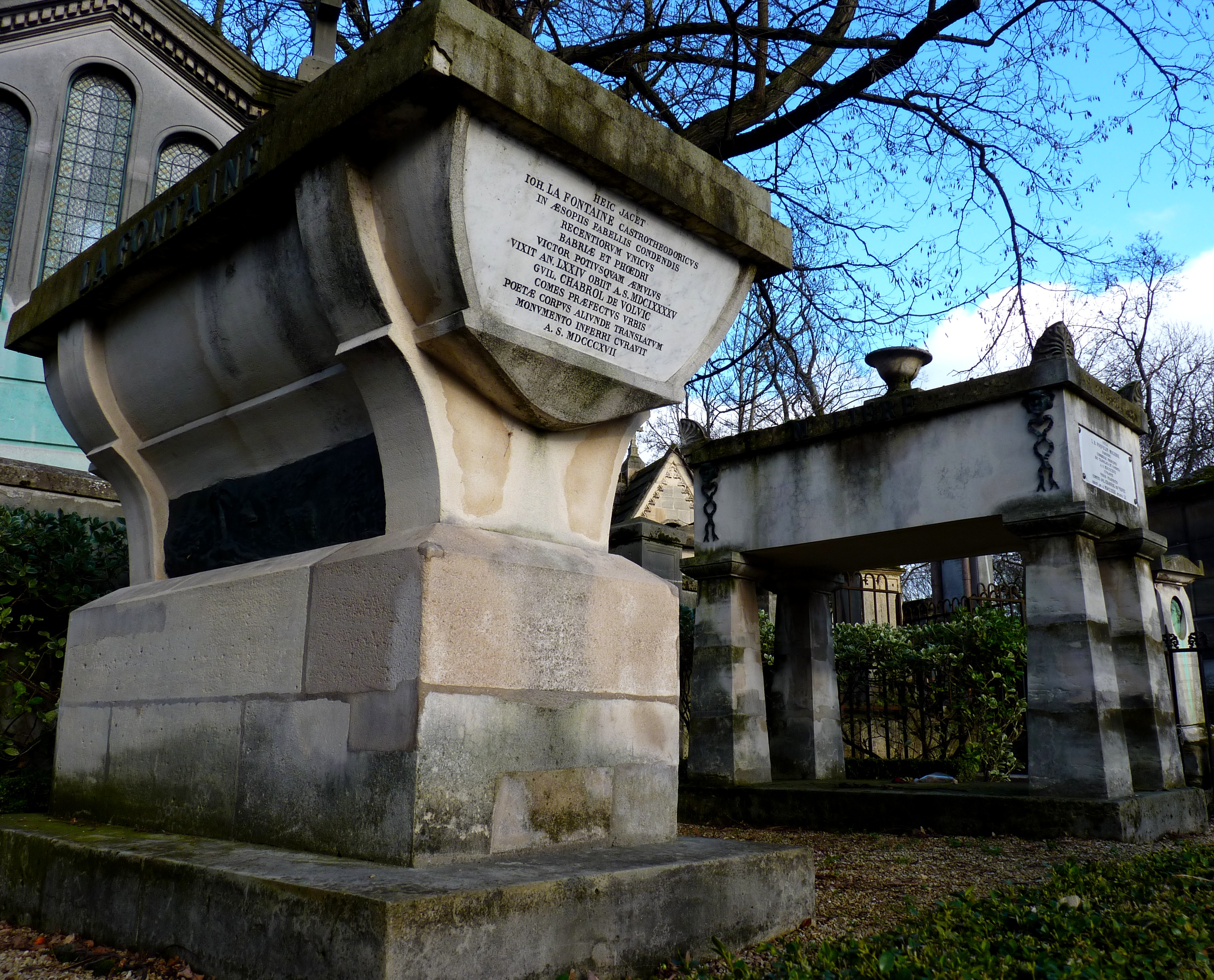
La Fontaine és Molière sírja
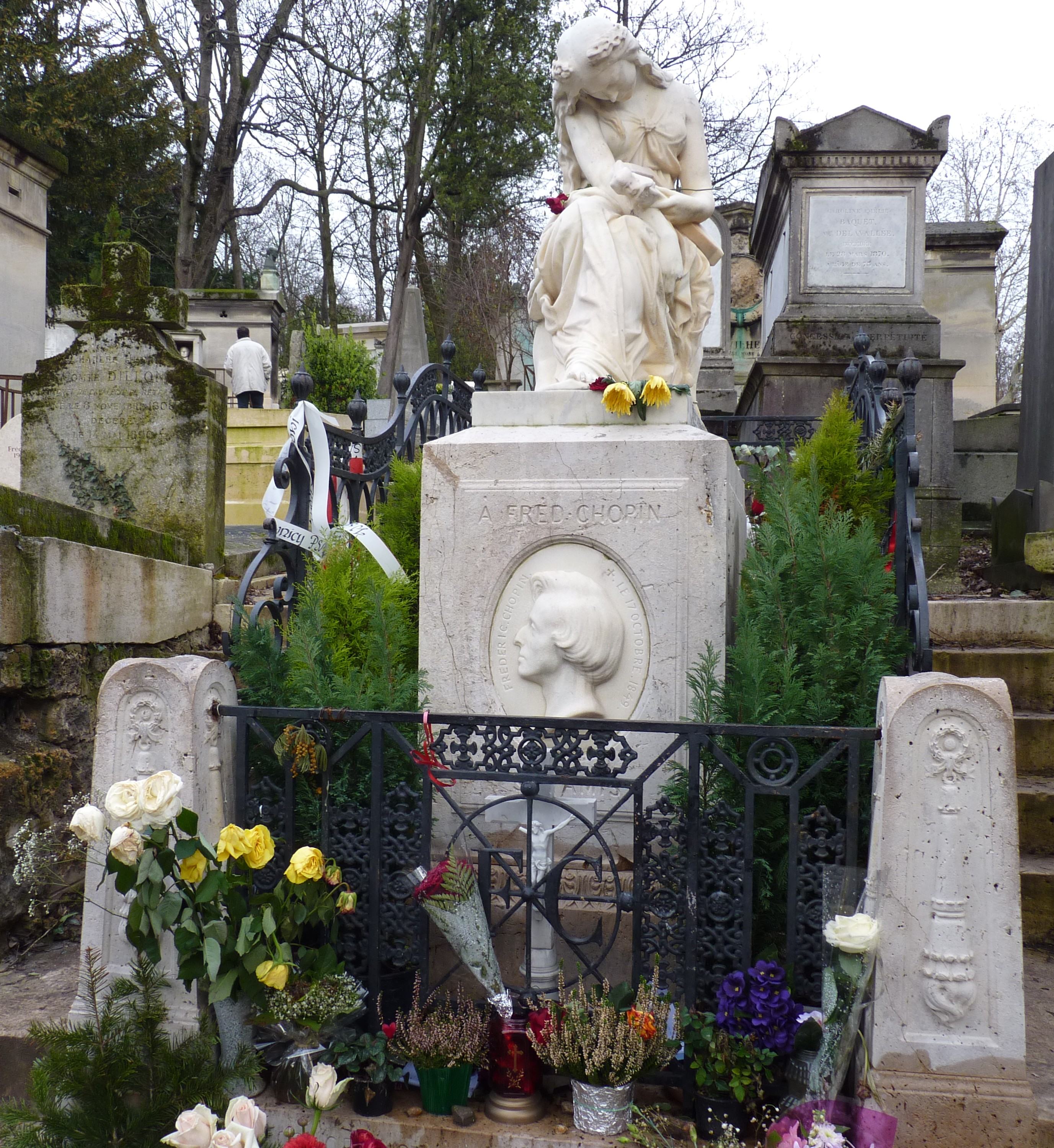
Frédéric Chopin sírja
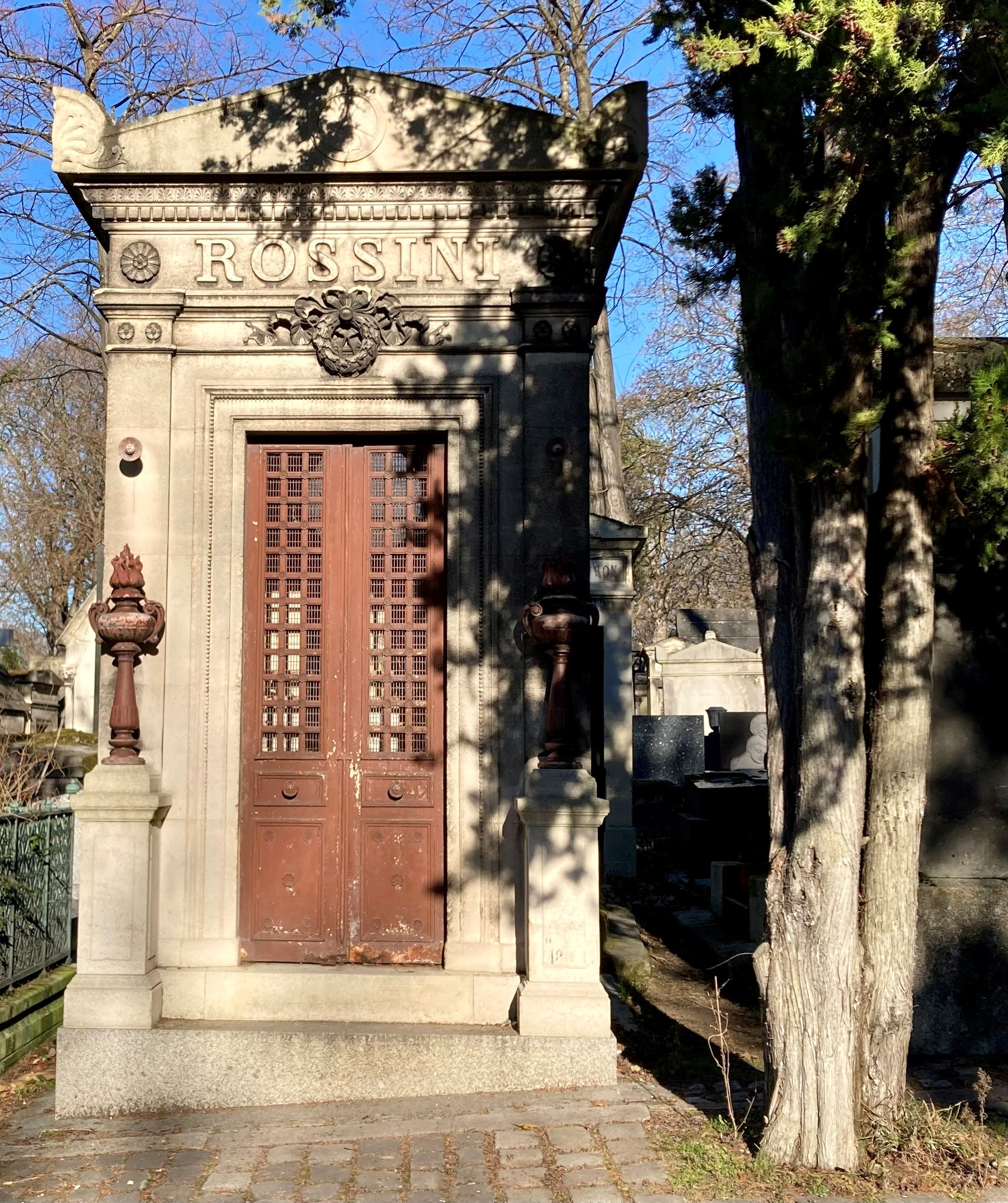
Gioachino Rossini nyughelye